# Pánev Uinta
Pánev Uinta (anglicky Uinta Basin) je oblast v severní části Koloradské plošiny. Leží na východě Utahu, ve Spojených státech amerických. Jedná se o asymetrickou strukturální pánev. Je nejníže položeným místem Koloradské plošiny.

## Geografie
Pánev je ze západu ohraničena pohořím Wasatch Range, ze severu pohořím Uinta Mountains. Horní část pánve se nazývá Roan cliffs a je tvořena horninami z období eocénu. Směrem na jih se pánev snižuje (až na nejnižší nadmořskou výšku 900 metrů). Tato nižší část se nazývá Book cliffs. Skládá se z hornin z období křídy. Pánví protéká řeka Green River. Vytváří zde až 1 000 metrů hluboký kaňon nazývaný Desolation Canyon.